# Castelul Talcy

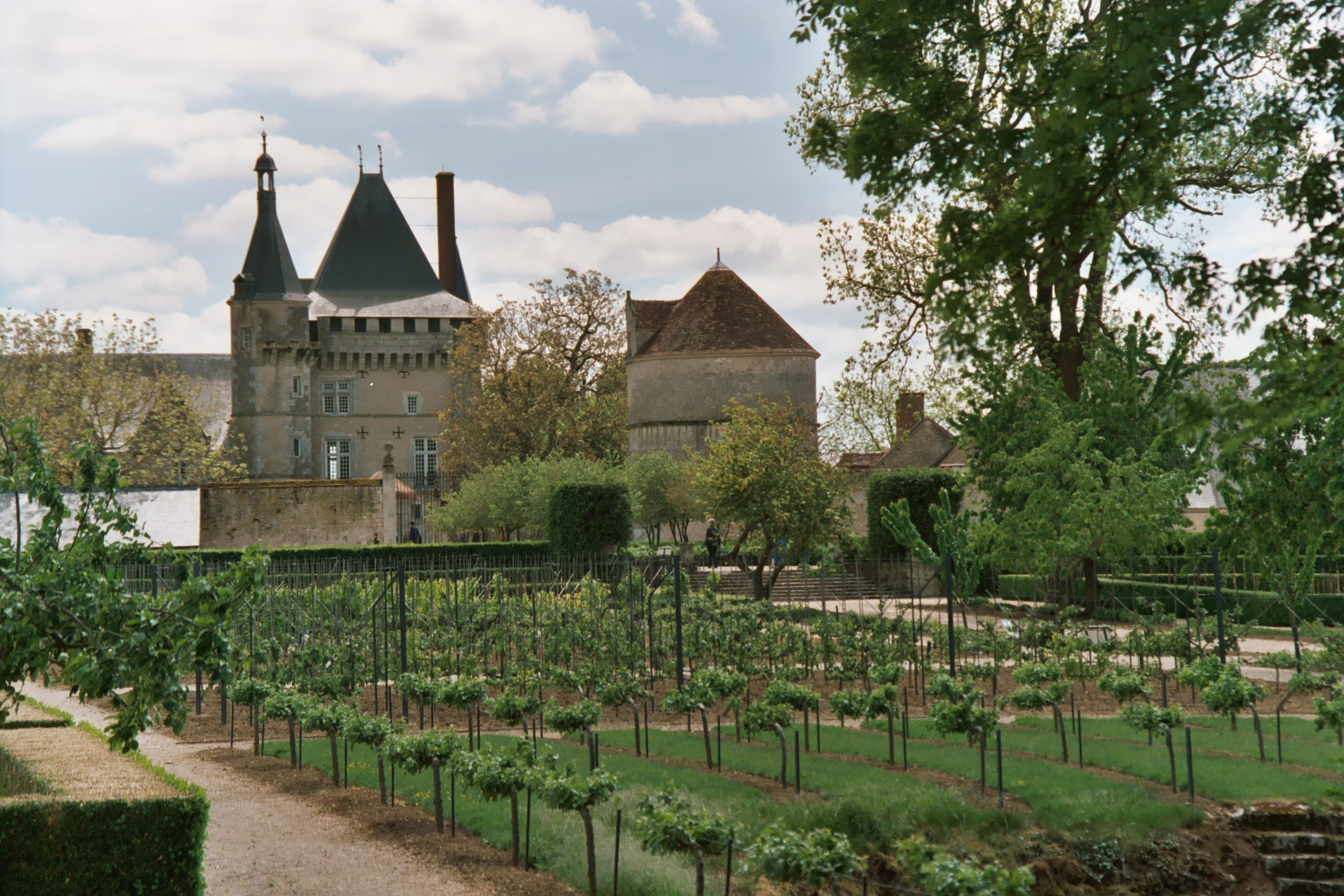
Castelul Talcy

Castelul Talcy (în franceză Château de Talcy) este un castel situat în localitatea Talcy, în regiunea Beauce, pe malul drept al Loarei, la 26 km de Blois. În secolul al XIII-lea, Talcy a fost o seniorie și un bogat domeniu agricol.

## Istoric
Istoria castelului începe în 1517 pe 8 noiembrie, când Bernard Salviati, un bogat bancher florentin din Toscana, rudă cu cei din familia de Medici (văr al Caterinei de Medici), cumpără castelul și dependințele sale, de la Marie Simon, văduva lui Antoine Sanguin. În jurul anului 1520 acesta construiește noua clădire. Este de asemenea și epoca în care s-au construit marile castele Renascentiste de pe Valea Loarei și totuși, Talcy a rămas străin modei italiene, fără rafinament decorativ și conservând în special aspectul edificiilor de la sfârșitul Evului Mediu.
Fundația castelului datează din secolul al XV-lea, inițial nefiind un castel pentru persoane regale. Bernard Salviati obține autorizația de fortificare a castelului, apărând astfel drumul pentru patrule ce se vede de-a lungul donjonului pătrat. Restul castelului se inspiră din Blois, cu galeria sa cu stâlpi octogonali, susținând patru arcade cu bolți teșite, un etaj luminat de ferestre mici și două ziduri grele, triunghiulare, la nivelul acoperișului.
În 1545 Pierre de Ronsard (poet și scriitor, supranumit „prințul poeților”), o întalneste cu ocazia unei sărbători la curtea castelului Blois pe Cassandre, fiica proprietarului castelului Talcy. Din această întâlnire se naște o poveste de dragoste, prin care Ronsard ne va dărui frumoase și numeroase poeme.
Mai târziu, tot la Talcy, Diane fiica cea mica a lui Salviati, va juca același rol inspirator față de Théodore-Agrippa d’Aubigné, vecinul lui Salviati, care în 1571 v-a compune o colecție de sonete, balade și idile intitulate „Le Printemps”, iar la sfârșitul vieții, ultimul său poem intitulându-se „Les Tragiques”. Măritată cu Guillaume de Musset, fiica Cassandrei se numără printre descendenții direcți ai poetului Alfred de Musset.
În 1704, Talcy va fi achiziționat de o familie de ofițeri regali numiți Burgeat, care vor amenaja castelul și vor crea straturile de flori în stil „à la française” din grădină. Vândut mobilat în 1780, văduvei unui bancher protestant, Elisabeth Gastebois, l-a păstrat pentru fiica sa cea mică care s-a căsătorit cu filozoful și politicianul Philippe-Albert Stapfer, ministru al artelor și științelor din republica elvețiană. Fiul lor Albert, traducător al lui Goethe și jurnalist, a fost unul din primii adepți ai fotografiilor. Descendenții acestuia, l-au vândut statului în 1932, cu întregul mobilier moștenit din secolul al XVIII-lea.

## Prezentarea castelului
Actualul castel cuprinde un maiestuos turn-portic, umbrit de turela din unghiul de nord-vest și de o aripă din vest, cu care s-a unit pentru a merge mai departe cu galeria acoperită și delimitând curtea de onoare interioară care este decorată cu arcade. Ea adăpostește un puț acoperit cu un dom din ardezie, ce constituie o marcă emblematică a edificiului. Aripa estică cuprinde un parter și două etaje. La parter găsim bucătăria, o anticameră și camera stil Carol IX, iar la etaj saloane și apartamente deservite de culoare. Camerele locuibile sunt dotate cu șeminee monumentale și bogat mobilate în stilul secolului al XVIII-lea.
Domeniul cuprinde o pădurice care a fost readaptată în 1996 de către peisagistul Joelle Weill, un hambar cu presă datând din 1808 și un porumbar. O moară de vânt a fost atașată domeniului, care a fost dărâmată în 1956 și reconstruită în 1976.

## Legături externe
Materiale media legate de Castelul Talcy la Wikimedia Commons
- fr  Castelul Talcy - Istoric Arhivat în 26 noiembrie 2009, la Wayback Machine.